# تداعيات الحرب الفلسطينية الإسرائيلية على سوريا
تداعيات حرب غزة على سوريا هي التأثيرات الإنسانية التي حدثت في سوريا والاشتباكات العسكرية والضربات الجوية التي تلت العدوان الإسرائيلية على قطاع غزة، وتشكِّل جزءاً من الأزمة المستمرة في الشرق الأوسط، حيث أنه بعد هجوم المقاومة بقيادة المفاجئ على إسرائيل في فجر السابع من أكتوبر 2023 المعروف باسم عملية طوفان الأقصى، توسَّعت رقعة الحرب وتعدَّدت جبهات الصراع، وكان للحرب التي شنَّها الاحتلال الإسرائيلي على قطاع غزة، والدعم الغربي غير المسبوق، تأثير مباشر أو غير مباشر على شتَّى دول الشرق الاوسط، ومن أهم الدول التي طالتها التداعيات هي سوريا.